# 市原栄光堂
市原栄光堂（いちはらえいこうどう）は、京都府京都市下京区七条通大宮西入西酢屋町10に本店をおく日本の様々な音源、映像を販売する会社。
主に、仏教関連の音源を多く所有しており、お経や御詠歌、僧侶・寺院向けの独習教材としてのCD、カセットテープ、DVDなどを制作している。

## 沿革
大正15年（1926年）市原寿美により創業。